# ゾルゲ市蔵
ゾルゲ 市蔵（ぞるげ いちぞう、Sorge Ichizo又はZolge Ichizo、本名：岡野 哲 おかのてつ）は日本の漫画家、ゲームクリエイター、作家、イラストレーター。他にゾルゲー 哲（Zorger -）などのペンネームも用いる。かつて株式会社セガ企画制作部に所属していた。2014年現在は株式会社ヒューガ代表。

## 略歴
中学から高校時代は岡山県で過ごし、神奈川県の大学を卒業した。大学在学中の1990年に、漫画『吉田松陰』が春のアフタヌーン四季賞にて準入選。1991年に「モーニング」にて漫画家デビューし、「増刊モーニング パーティー」にて『横綱大社長』の連載を開始するが、翌年連載終了した。
その後、同人およびアルバイトでコンピューターゲーム製作の経験を活かし、セガに入社した。AM3研配属となり、アーケードゲーム開発に従事する。1996年より、「ユーズド・ゲームズ」およびマイクロマガジン社発行の書籍を中心に、ゲームライターおよびイラストレーター、漫画家として活動を広げ、セガ社員となった後も、セガ製以外のいくつかのゲームにイラストレーターとして参加している。
往年のコンシューマーマシンのコレクター趣味であるなど、ゲームハードへの造詣が深い。また、東南アジアのゲーム事情を知るための取材旅行をしばしば行っている。
兄はNHKアナウンサーの岡野暁。

## ペンネーム
名義が複数あり、『横綱大社長』の連載を開始する以前、漫画家を一時廃業するまでは本名のまま「岡野哲」、それ以降の漫画・挿絵と文筆業では「ゾルゲ市蔵」、ゲーム製作者として情報媒体に露出する際に、紙製の自作の仮面を被った覆面作家として登場する時は「ゾルゲール哲」、同じゲーム製作者としてであっても、より公的な場に素顔を晒す場面では実名の「岡野哲」と使い分けている。

## 作風
デザインのモチーフとして古代中国の篆書体西夏文字に類する意匠や、マヤ文明などのメソアメリカ文明を思わせる装飾などを好んで用いる。また、大伴昌司や石原豪人らに代表される少年雑誌の読み物・科学グラビアのパロディーを得意としており、特に小松崎茂に強く傾倒している。
ゲームは面クリアタイプの2Dアクションゲームを多く手掛ける。コンプリートを目的としたやり込み要素を用意する点は多くの作品に共通している。
登場人物や設定などに、一種のスター・システムのように共通のモチーフを採り入れることが多い。その手法は自己の創作作品のみならず、ゲームメーカーの社員の業務として担当した版権作品においても少なからず用いられている。たとえば、自身の漫画家時代の作品『横綱大社長』などに登場する「ドルメヒカ」を『セガガガ』に登場させ、さらに『鉄腕アトム -アトムハートの秘密-』や『ブラック・ジャック 火の鳥編』に登場させたこと、『サンダーフォースVI』に『横綱大社長』の登場キャラクター「ミュール」に酷似したキャラクタを登場させたこと、セガの関連会社ではないトレジャーの作品である『ガンスタースーパーヒーローズ』にセガのゲームをモチーフにしたステージを登場させたことなどが例として挙げられる。ただ、これらの例はユーザーから好意的に捉えられていると言い難く、むしろ商品の私物化と嫌悪されることが多かった。その傾向はPS2で発売された「サンダーフォースVI」において顕著で、同作は旧来のサンダーフォースファンから「サンダーフォースVIなど存在しなかった」といわれるほどの酷評だった。

## 主な作品リスト

### 漫画
- 吉田松陰（1990年、未掲載） - 1990年春のアフタヌーン四季賞準入選作品。残虐描写が原因で雑誌掲載はされず、『ゾルゲ大全集（下）』に収録されたものが初出である。
- 横綱大社長（1991年、週刊モーニングパーティー増刊、講談社） - 1991年41号-1992年50号まで連載。
- 超ゲーム少女ユーゲ（1999年、ユーズド・ゲームズ、キルタイムコミュニケーション） - 1999年11号-2002年22号まで連載。後半ではゲーム『セガガガ』とのクロスオーバー展開が行なわれた。
- 超々ゲーム少女ユーゲ（2002年、ユーゲー、キルタイムコミュニケーション） - 2002年6月号-2004年11月号まで連載。「超ゲーム少女ユーゲ」の続編。
- ゲームShop You&G（2004年、ユーゲー、マイクロマガジン社） - 2005年1月号-2006年6月号まで連載。「超々ゲーム少女ユーゲ」の続編。
- 8bit年代記（2007年、GAMESIDE、マイクロマガジン社） - 2007年4号より連載。少年時代のゾルゲ市蔵自身を主人公のモデルとして、当時のゲームシーンを回顧する半自伝的作品。
  - 8bit年代記 stage02 (2017年、ゲームラボ、ヒューガワイワイ文庫) - 元々はクラウドファンディングサイト・FUNDIYで出資を呼び掛け、返礼品として書籍化。その後、2019年より季刊誌として復活したゲームラボから声が掛かり連載再開に至った。

#### 漫画単行本
- ゾルゲ大全集 上（2006年9月発行、マイクロマガジン社）ISBN 4-89637-237-9 - 『超ゲーム少女ユーゲ』シリーズ3部作を中心に収めた作品集。
- ゾルゲ大全集 下（2007年6月発行、マイクロマガジン社）ISBN 978-4-89637-249-6 - 『横綱大社長』『吉田松陰』などの初期作品と、散発的に発表された短編群を収録した作品集。初回限定版には連載当時に作曲された「横綱大社長の歌」やそのアレンジ版等、全20曲を収録したCDが付属。[5]
- ゾル漫えびいぬ君（2008年3月発行、マイクロマガジン社）ISBN 978-4-89637-245-8 - セガおよびヒットメーカーのサイトで連載されていた『えびいぬ君』シリーズを収録（ただし、他社とのコラボ作品は未収録）。

### イラスト
- 『ディープネット』裏表紙（2003年、コアマガジン） - 雑誌「裏BUBKA増刊 ディープネット」2003年5号-7号（休刊号）までの裏表紙イラスト。
- 『スターブラウザ』カードCG（2004年、ウォーマシン） - 斉藤智晴とともに担当。
- 『カルドセプト サーガ』カードCG（2006年、バンダイナムコゲームス） - イラストレーター28名のうち1人として参加。
- 『タンクビート2 激突! ドイツ軍VS.連合軍』パッケージイラスト、キャラクターグラフィック（2007年、マイルストーン）
- 『セガエイジス2500シリーズVol.33 ファンタジーゾーン コンプリートコレクション』パッケージイラスト（2008年、セガ） - 『ファンタジーゾーン』シリーズほぼ全作品を収録したオムニバスソフト。

### ゲーム
- ドラゴンボールZ V.R.V.S. -（1994年、開発：セガ）  企画
- セガガガ（2001年、セガ） - 原案・美術設計・プロデュース
- ASTRO BOY・鉄腕アトム -アトムハートの秘密-（2003年、セガ） - ディレクション・シナリオ・背景グラフィック
- ガンスタースーパーヒーローズ（2005年、セガ） - ディレクション・シナリオ・背景グラフィック
- ブラック・ジャック 火の鳥編（2006年、セガ） - プロデューサー
- 宮里三兄弟内蔵 SEGA GOLFCLUB　(2006年、セガ) - プロデュース
- サンダーフォースVI（2008年、セガ） - 企画原案・美術設計・プロデュース
- 群馬県から来た少女 （2014年、ヒューガ）

### ゲーム評論
- 謎のゲーム魔境 美食倶楽部バカゲー専科外伝（1999年、キルタイムコミュニケーション）ISBN 4-906650-45-7 - 同人誌の再録・再編集を中心に、アジア周辺のゲーム旅行記などを交えた単行本。
- 謎のゲーム魔境2 美食倶楽部バカゲー専科外伝（2002年、キルタイムコミュニケーション）ISBN 4-86032-012-3 - 書き下ろし単行本（以下同）。
- 謎のゲーム魔境3 美食倶楽部バカゲー専科外伝（2002年、キルタイムコミュニケーション）ISBN 4-86032-021-2
- 謎のゲーム魔境4 -ロストゲームズ DECO&ビック東海編-（2004年、マイクロマガジン社）ISBN 4-89637-174-7